# Masa Powstańcza

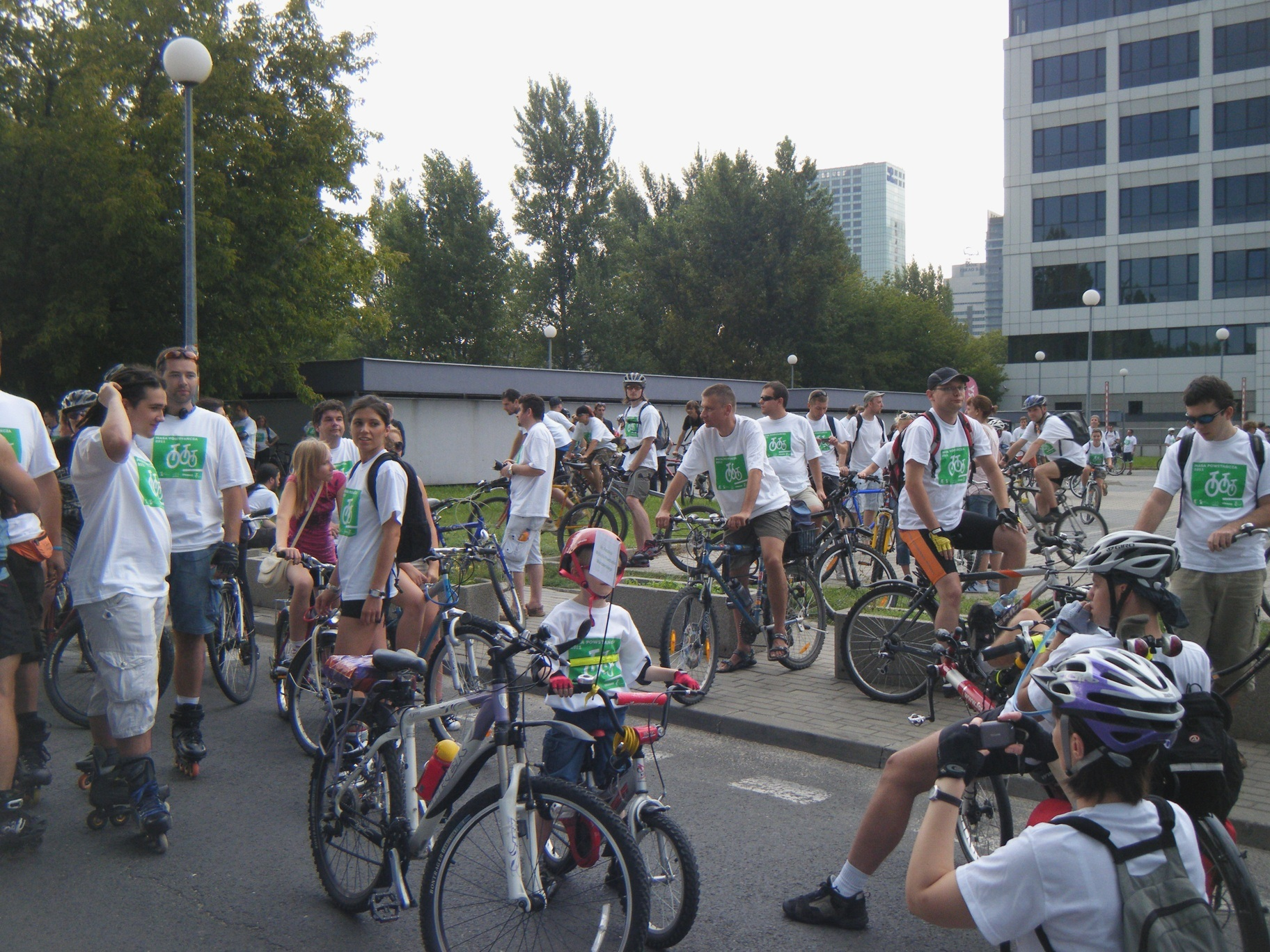
Uczestnicy Masy Powstańczej w 2011 roku

Masa Powstańcza – organizowany od 2007 roku przejazd rowerzystów i rolkarzy ulicami Warszawy, którego celem jest upamiętnienie uczestników powstania warszawskiego. Inicjatywa powstała przy współudziale Warszawskiej Masy Krytycznej oraz Muzeum Powstania Warszawskiego. Przejazd odbywa się co roku, w okolicach 1 sierpnia.

## Opis
Trasa przejazdu zwykle nie jest ustalana przypadkowo. W 2007 uczestnicy jechali śladami łączniczek powstania warszawskiego, a przejazdowi towarzyszyły nagrania ich wspomnień. W 2008 trasa prowadziła śladami powstańczych barykad. Z kolei w roku 2009 motywem przewodnim były wątki związane ze Zgrupowaniem "Radosław". IV Masa Powstańcza (2010) była okazją do przypomnienia historii zgrupowania "Żywiciel", natomiast w roku 2011 trasą poprowadzono wzdłuż miejsc związanych z pułkiem "Baszta". W 2012 r. Masa Powstańcza przejechała szlakiem Powstańczej Poczty Polowej, a w 2013 szlakiem przepraw wiślanych i rzecznych patroli, przypominając także o powstańczych walkach po praskiej stronie miasta.
Zarejestrowani uczestnicy rajdu otrzymują pamiątkowe koszulki.